# 新小川町
新小川町（日语：／ Shin-ogawamachi */?）是東京都新宿區的町名。已實施住居表示。過去曾設有一～三丁目，但在1982年實施住居表示後廢除。人口2,983人（2013年8月1日）。郵遞區號162-0814。

## 地理
位於新宿區東北角，呈現南北較長的長方形。北與東面對神田川，對岸是文京區。南鄰新宿區下宮比町、津久戶町、筑土八幡町，西接新宿區東五軒町。為神田川沿岸平地，區內幾乎沒有斜坡。但河旁的護岸較低，在1990年代分洪道完成以前，集中性豪雨常對此地造成威脅。與其他牛込地域相同，都是辦公大樓與住宅的混合區，出版、印刷相關公司眾多。

### 同潤會江戶川公寓
昭和9年（1934年）同潤會在町內東北部建造江戶川公寓。被稱為是同潤會公寓的集大成，備有電梯、中央暖房、娛樂室、理髪店、共同浴場等設施，當時住戶包含了政治家、作家、女演員等。平成15年（2003年）因過於老舊而拆除。

## 歷史

### 沿革
- 萬治元年（1658年），填平此地的白鳥池，千代田區神田小川町的住戶集體遷至此地而得名。
- 明治11年（1878年），屬小石川區。
- 明治13年（1880年），改屬牛込區。
- 昭和22年（1947年），周邊三區合併，更改為新宿區。
- 昭和57年（1982年），實施住居表示。廢除丁目。

### 地名由來
神田小川町的住戶遷至此地而稱為新小川。

## 交通
- 鐵道：最近的是飯田橋站，可搭乘JR中央線、地下鐵東西線、有樂町線、南北線、大江戶線。
- 巴士：都營巴士飯64與上69系統的飯田橋、大曲、東五軒町等巴士站。
- 車：因位於都心部，有多條幹線道路可利用，町內有首都高速5號池袋線飯田橋出入口。

## 設施
- APLUS東京大樓
- 東京創元社
- 朝倉書店

## 備註
1. ↑  『角川日本地名大辞典 13　東京都』、角川書店、1991年再版、P874
2. ↑  .   [2013-08-10]. （原始内容存档于2014-08-19）.

## 外部連結
- 新宿區役所 （页面存档备份，存于）